# Tramonti di Sopra
Tramonti di Sopra é uma comuna italiana da região do Friuli-Venezia Giulia, província de Pordenone, com cerca de 408 habitantes. Estende-se por uma área de 123 km², tendo uma densidade populacional de 3 hab/km². Faz fronteira com Claut, Forni di Sotto (UD), Frisanco, Meduno, Socchieve (UD), Tramonti di Sotto.

## Demografia
| Variação demográfica do município entre 1861 e 2011                               |
|                                                                                   |
| Fonte: Istituto Nazionale di Statistica (ISTAT) - Elaboração gráfica da Wikipedia |